# Нудиже
Нуди́же — село в Ковельському районі Волинської області (Україна).
Населення становить 809 осіб. Розташоване за 25 кілометрів від м. Любомля. Належить до Головненської селищної громади.

## Символіка

### Герб
У синьому щиті лазурова крапля, обтяжена срібним півколом, обтяженим підвищеним чорною розімкненою балкою, супроводжувана у верхніх кутах двома срібними підковами.

### Прапор
Квадратне полотнище складається з чотирьох рівних прямокутників, у два ряди, синього, двічі блакитного та синього кольорів. У центрі полотнища вузький білий вписаний хрест із шириною перекладин 1/13 від ширини прапора. У верхньому синьому прямокутнику білий розширений хрест.

## Історія
Перша згадка про село — 1564 р. (тоді воно мало назву «Нудиш» і налічувало 8 дворів).
Місцеве населення займалось сільським господарством, гончарством і бондарством. У селі діяла філія товариства «Просвіта».
У 1906 році Нудижі, село Згорянської волості Володимир-Волинського повіту Волинської губернії. Відстань від повітового міста 72  версти, від волості 8. Дворів 303, мешканців 1694.
За польської влади (1919—1939) у селі діяв осередок КПЗУ, (18 членів).
Під час німецько-радянської війни 1941—1945 рр. у радянській армії воювали 65 вихідців із села, загинули на фронті — 56. Вивезено на примусові роботи в Німеччину 8 осіб.
1948 — в селі організували колгосп імені Ворошилова (згодом колгосп «Волинь»). Після ліквідації колгоспу 1999 року створили комунальне господарство при Нудиженській сільській раді.

## Населення
Згідно з переписом УРСР 1989 року чисельність наявного населення села становила 875 осіб, з яких 405 чоловіків та 470 жінок.
За переписом населення України 2001 року в селі мешкало 809 осіб. 100 % населення вказало своєю рідною мовою українську мову.

## Релігія
- Пам'ятка архітектури місцевого значення — Хресто-Воздвиженська церква УПЦ МП, збудована в 1868 році.
- Релігійна громада Християн Віри Євангельської.

## Інфраструктура
Працюють ЗОШ І-ІІ ст. і дитячий садок, діють відділення зв'язку, клуб, бібліотека, фельдшерсько-акушерський пункт, магазини продовольчих та промислових товарів.
Місцеве лісництво займається народними промислами: лозоплетінням, плетінням з житньої соломки, а також декоративним озелененням.